# Boeing 747-100
De Boeing 747-100 is de eerste versie van de Boeing 747. Boeing heeft hierop geen vrachtvliegtuig ontworpen, maar sommige passagierstoestellen zijn wel omgevormd naar een vrachtvliegtuig. De eerste vlucht van de 747-100 was op 9 februari 1969. Er zijn 250 toestellen gebouwd. Anno 2015 vliegen er nog steeds enkele 747-100 toestellen. NASA beschikt over twee omgebouwde 747-100 toestellen, die bedoeld zijn voor het vervoeren van de Space Shuttle.

## Types
- Boeing 747-100, passagiersvliegtuig met oorspronkelijk kort bovendek met aan weerszijden 3 ramen.
  - Boeing 747-100B, met versterkte romp.
  - Boeing 747-100SR, versterkte versie voor meer vliegbewegingen voor binnenlandse vluchten in Japan.